# Sojczyn Grądowy
Sojczyn Grądowy – wieś w Polsce położona w województwie podlaskim, w powiecie grajewskim, w gminie Grajewo.
Na przełomie sierpnia i września 1944 Niemcy wysiedlili mieszkańców a wieś doszczętnie zniszczyli.
W latach 1975–1998 miejscowość administracyjnie należała do województwa łomżyńskiego.
Wierni kościoła rzymskokatolickiego należą do parafii Wniebowstąpienia Pańskiego w Osowcu.